# NK Lekenik
NK Lekenik je nogometni klub iz Lekenika.

## Statistika
- 2020./21. 1. ŽNL – drugo mjesto[2]
- 2018./19. 1. ŽNL – dvanaesto mjesto
- 2017./18. 1. ŽNL – jedanaesto mjesto
- 2016./17. 1. ŽNL – četvrto mjesto
- 2015./16. 1. ŽNL – prvo mjesto
- 2014./15. Međužupanijska nogometna liga – središte Zagreb – drugo mjesto (odustajanje)
- 2013./14. Premijer liga Sisačko-moslavačke županije – prvo mjesto
- 2012./13. 3. HNL – Središte
- 2011./12. 4. HNL
- 2010./11. 1. ŽNL – prvo mjesto
- 2009./10. 1. ŽNL
- 2008./09. 2. ŽNL – prvo mjesto
- 2007./08. 2. ŽNL
- 2006./07. 1. ŽNL
- 2005./06. 2. ŽNL

## Povijest
Nogomet u Lekeniku pojavio se davne 1929. godine. Prvi predsjednik Lekenika bio je Julius Mann. Tijekom svih tih godina ime nogometnog kluba se mijenjao. Prvo igralište nalazilo se na mjestu današnje bezinske pumpe.
Klupska boja 1932. bila je crvena, a za godinu osnutka navedena je 1930.

### Imena
- 1929. – 1949. Športski klub “Lekenik”
- 15. rujna 1949. – kraj 1956. Nogometni klub “Lokomotiva”
- proljeće 1957. – jesen 1968. Nogometni klub “Sloga”
- 1971. – 1982. Nogometni klub “Sloga”
- 1982. – 1983. Nogometni klub “Zelengaj”
- 1983. – 1992. Nogometni klub “Sloga”
- 1992. – 1996. Nogometni klub “Sloga Kolovrat”
- 1996. – 1998. Hrvatski nogometni klub “Lekenik”
- 1998. – danas Športski nogometni klub “Lekenik”

## Vanjske poveznice
- Službena stranica  Arhivirana inačica izvorne stranice od 28. listopada 2011. (Wayback Machine)
- Monografija NK Sloge Lekenik  Arhivirana inačica izvorne stranice od 22. prosinca 2015. (Wayback Machine)